# Ski Classics 2017/18
Die Visma Ski Classics 2017/18 sind die achte Austragung der Wettkampfserie im Skilanglauf. Sie umfasst zehn Skimarathons im Massenstart und einen Prolog im Einzelstart, die allesamt in klassischer Technik ausgetragen werden Die Serie begann am 26. November 2017 im schweizerischen Pontresina und wird am 14. April 2018 mit dem Skimarathon Ylläs–Levi in Finnland enden.

## Männer

### Ergebnisse
| Prolog in Pontresina | Prolog in Pontresina   | Prolog in Pontresina | Prolog in Pontresina | Prolog in Pontresina |
| -------------------- | ---------------------- | -------------------- | -------------------- | -------------------- |
| Datum                | Disziplin              | Erster Platz         | Zweiter Platz        | Dritter Platz        |
| 26. November 2017    | 11 km Prolog klassisch | Lager 157 Ski Team   | Team Koteng          | Team ParkettPartner  |

| 1. Ski Classics in Livigno – La Sgambeda | 1. Ski Classics in Livigno – La Sgambeda | 1. Ski Classics in Livigno – La Sgambeda | 1. Ski Classics in Livigno – La Sgambeda | 1. Ski Classics in Livigno – La Sgambeda |
| ---------------------------------------- | ---------------------------------------- | ---------------------------------------- | ---------------------------------------- | ---------------------------------------- |
| Datum                                    | Disziplin                                | Erster Platz                             | Zweiter Platz                            | Dritter Platz                            |
| 2. Dezember 2017                         | 35 km klassisch                          | Andreas Nygaard                          | Torgeir Skare Thygesen                   | Stian Hoelgaard                          |

| 2. Ski Classics in Seefeld in Tirol – Kaiser-Maximilian-Lauf | 2. Ski Classics in Seefeld in Tirol – Kaiser-Maximilian-Lauf | 2. Ski Classics in Seefeld in Tirol – Kaiser-Maximilian-Lauf | 2. Ski Classics in Seefeld in Tirol – Kaiser-Maximilian-Lauf | 2. Ski Classics in Seefeld in Tirol – Kaiser-Maximilian-Lauf |
| ------------------------------------------------------------ | ------------------------------------------------------------ | ------------------------------------------------------------ | ------------------------------------------------------------ | ------------------------------------------------------------ |
| Datum                                                        | Disziplin                                                    | Erster Platz                                                 | Zweiter Platz                                                | Dritter Platz                                                |
| 13. Januar 2018                                              | 60 km klassisch                                              | Tord Asle Gjerdalen                                          | Andreas Holmberg                                             | Ilja Tschernoussow                                           |

| 3. Ski Classics in Zuoz – La Diagonela | 3. Ski Classics in Zuoz – La Diagonela | 3. Ski Classics in Zuoz – La Diagonela | 3. Ski Classics in Zuoz – La Diagonela | 3. Ski Classics in Zuoz – La Diagonela |
| -------------------------------------- | -------------------------------------- | -------------------------------------- | -------------------------------------- | -------------------------------------- |
| Datum                                  | Disziplin                              | Erster Platz                           | Zweiter Platz                          | Dritter Platz                          |
| 20. Januar 2018                        | 65 km klassisch                        | Tord Asle Gjerdalen                    | Ilja Tschernoussow                     | Anders Aukland                         |

| 4. Ski Classics im Val di Fiemme und Val di Fassa – Marcialonga | 4. Ski Classics im Val di Fiemme und Val di Fassa – Marcialonga | 4. Ski Classics im Val di Fiemme und Val di Fassa – Marcialonga | 4. Ski Classics im Val di Fiemme und Val di Fassa – Marcialonga | 4. Ski Classics im Val di Fiemme und Val di Fassa – Marcialonga |
| --------------------------------------------------------------- | --------------------------------------------------------------- | --------------------------------------------------------------- | --------------------------------------------------------------- | --------------------------------------------------------------- |
| Datum                                                           | Disziplin                                                       | Erster Platz                                                    | Zweiter Platz                                                   | Dritter Platz                                                   |
| 28. Januar 2018                                                 | 70 km klassisch                                                 | Ilja Tschernoussow                                              | Tore Bjørseth Berdal                                            | Morten Eide Pedersen                                            |

| 5. Ski Classics in Toblach nach Cortina d’Ampezzo – Toblach–Cortina | 5. Ski Classics in Toblach nach Cortina d’Ampezzo – Toblach–Cortina | 5. Ski Classics in Toblach nach Cortina d’Ampezzo – Toblach–Cortina | 5. Ski Classics in Toblach nach Cortina d’Ampezzo – Toblach–Cortina | 5. Ski Classics in Toblach nach Cortina d’Ampezzo – Toblach–Cortina |
| ------------------------------------------------------------------- | ------------------------------------------------------------------- | ------------------------------------------------------------------- | ------------------------------------------------------------------- | ------------------------------------------------------------------- |
| Datum                                                               | Disziplin                                                           | Erster Platz                                                        | Zweiter Platz                                                       | Dritter Platz                                                       |
| 3. Februar 2018                                                     | 50 km klassisch                                                     | Tord Asle Gjerdalen                                                 | Andreas Nygaard                                                     | Sergei Ustjugow                                                     |

| 6. Ski Classics von Bedřichov – Isergebirgslauf | 6. Ski Classics von Bedřichov – Isergebirgslauf | 6. Ski Classics von Bedřichov – Isergebirgslauf | 6. Ski Classics von Bedřichov – Isergebirgslauf | 6. Ski Classics von Bedřichov – Isergebirgslauf |
| ----------------------------------------------- | ----------------------------------------------- | ----------------------------------------------- | ----------------------------------------------- | ----------------------------------------------- |
| Datum                                           | Disziplin                                       | Erster Platz                                    | Zweiter Platz                                   | Dritter Platz                                   |
| 18. Februar 2018                                | 50 km klassisch                                 | Morten Eide Pedersen                            | Oskar Kardin                                    | Andreas Nygaard                                 |

| 7. Ski Classics von Sälen nach Mora – Wasalauf | 7. Ski Classics von Sälen nach Mora – Wasalauf | 7. Ski Classics von Sälen nach Mora – Wasalauf | 7. Ski Classics von Sälen nach Mora – Wasalauf | 7. Ski Classics von Sälen nach Mora – Wasalauf |
| ---------------------------------------------- | ---------------------------------------------- | ---------------------------------------------- | ---------------------------------------------- | ---------------------------------------------- |
| Datum                                          | Disziplin                                      | Erster Platz                                   | Zweiter Platz                                  | Dritter Platz                                  |
| 4. März 2018                                   | 90 km klassisch                                | Andreas Nygaard                                | Bob Impola                                     | Stian Hoelgaard                                |

| 8. Ski Classics von Rena nach Lillehammer – Birkebeinerrennet | 8. Ski Classics von Rena nach Lillehammer – Birkebeinerrennet | 8. Ski Classics von Rena nach Lillehammer – Birkebeinerrennet | 8. Ski Classics von Rena nach Lillehammer – Birkebeinerrennet | 8. Ski Classics von Rena nach Lillehammer – Birkebeinerrennet |
| ------------------------------------------------------------- | ------------------------------------------------------------- | ------------------------------------------------------------- | ------------------------------------------------------------- | ------------------------------------------------------------- |
| Datum                                                         | Disziplin                                                     | Erster Platz                                                  | Zweiter Platz                                                 | Dritter Platz                                                 |
| 17. März 2018                                                 | 54 km klassisch                                               | Andreas Nygaard                                               | Tord Asle Gjerdalen                                           | Anders Aukland                                                |

| 9. Ski Classics in Bardufoss – Reistadløpet | 9. Ski Classics in Bardufoss – Reistadløpet | 9. Ski Classics in Bardufoss – Reistadløpet | 9. Ski Classics in Bardufoss – Reistadløpet | 9. Ski Classics in Bardufoss – Reistadløpet |
| ------------------------------------------- | ------------------------------------------- | ------------------------------------------- | ------------------------------------------- | ------------------------------------------- |
| Datum                                       | Disziplin                                   | Erster Platz                                | Zweiter Platz                               | Dritter Platz                               |
| 7. April 2018                               | 50 km klassisch                             | Tord Asle Gjerdalen                         | Chris Jespersen                             | Anders Aukland                              |

| 10. Ski Classics von Äkäslompolo nach Levi – Ylläs–Levi | 10. Ski Classics von Äkäslompolo nach Levi – Ylläs–Levi | 10. Ski Classics von Äkäslompolo nach Levi – Ylläs–Levi | 10. Ski Classics von Äkäslompolo nach Levi – Ylläs–Levi | 10. Ski Classics von Äkäslompolo nach Levi – Ylläs–Levi |
| ------------------------------------------------------- | ------------------------------------------------------- | ------------------------------------------------------- | ------------------------------------------------------- | ------------------------------------------------------- |
| Datum                                                   | Disziplin                                               | Erster Platz                                            | Zweiter Platz                                           | Dritter Platz                                           |
| 14. April 2018                                          | 70 km klassisch                                         | Andreas Nygaard                                         | Tord Asle Gjerdalen                                     | Anders Aukland                                          |

### Gesamtwertung
| |                      |        |
| \| Rang \| Name \| Punkte \| \| ---- \| -------------------- \| ------ \| \| 1. \| Tord Asle Gjerdalen \| 1620 \| \| 2. \| Andreas Nygaard \| 1488 \| \| 3. \| Morten Eide Pedersen \| 1140 \| \| 4. \| Anders Aukland \| 1048 \| \| 5. \| Stian Hoelgaard \| 978 \| \| 6. \| Øyvind Moen Fjeld \| 965 \| \| 7. \| Oskar Kardin \| 960 \| \| 8. \| Ilja Tschernoussow \| 873 \| \| 9. \| Anton Karlsson \| 805 \| \| 10. \| Tore Bjørseth Berdal \| 743 \| |                      |        |
| Rang | Name                 | Punkte |
| 1. | Tord Asle Gjerdalen  | 1620   |
| 2. | Andreas Nygaard      | 1488   |
| 3. | Morten Eide Pedersen | 1140   |
| 4. | Anders Aukland       | 1048   |
| 5. | Stian Hoelgaard      | 978    |
| 6. | Øyvind Moen Fjeld    | 965    |
| 7. | Oskar Kardin         | 960    |
| 8. | Ilja Tschernoussow   | 873    |
| 9. | Anton Karlsson       | 805    |
| 10. | Tore Bjørseth Berdal | 743    |

## Frauen

### Ergebnisse
| Prolog in Pontresina | Prolog in Pontresina   | Prolog in Pontresina | Prolog in Pontresina | Prolog in Pontresina |
| -------------------- | ---------------------- | -------------------- | -------------------- | -------------------- |
| Datum                | Disziplin              | Erster Platz         | Zweiter Platz        | Dritter Platz        |
| 26. November 2017    | 11 km Prolog klassisch | Lager 157 Ski Team   | Team Koteng          | Team Santander       |

| 1. Ski Classics in Livigno – La Sgambeda | 1. Ski Classics in Livigno – La Sgambeda | 1. Ski Classics in Livigno – La Sgambeda | 1. Ski Classics in Livigno – La Sgambeda | 1. Ski Classics in Livigno – La Sgambeda |
| ---------------------------------------- | ---------------------------------------- | ---------------------------------------- | ---------------------------------------- | ---------------------------------------- |
| Datum                                    | Disziplin                                | Erster Platz                             | Zweiter Platz                            | Dritter Platz                            |
| 2. Dezember 2017                         | 35 km klassisch                          | Britta Johansson Norgren                 | Kateřina Smutná                          | Kari Vikhagen Gjeitnes                   |

| 2. Ski Classics in Seefeld in Tirol – Kaiser-Maximilian-Lauf | 2. Ski Classics in Seefeld in Tirol – Kaiser-Maximilian-Lauf | 2. Ski Classics in Seefeld in Tirol – Kaiser-Maximilian-Lauf | 2. Ski Classics in Seefeld in Tirol – Kaiser-Maximilian-Lauf | 2. Ski Classics in Seefeld in Tirol – Kaiser-Maximilian-Lauf |
| ------------------------------------------------------------ | ------------------------------------------------------------ | ------------------------------------------------------------ | ------------------------------------------------------------ | ------------------------------------------------------------ |
| Datum                                                        | Disziplin                                                    | Erster Platz                                                 | Zweiter Platz                                                | Dritter Platz                                                |
| 13. Januar 2018                                              | 60 km klassisch                                              | Britta Johansson Norgren                                     | Sara Lindborg                                                | Masako Ishida                                                |

| 3. Ski Classics in Zuoz – La Diagonela | 3. Ski Classics in Zuoz – La Diagonela | 3. Ski Classics in Zuoz – La Diagonela | 3. Ski Classics in Zuoz – La Diagonela | 3. Ski Classics in Zuoz – La Diagonela |
| -------------------------------------- | -------------------------------------- | -------------------------------------- | -------------------------------------- | -------------------------------------- |
| Datum                                  | Disziplin                              | Erster Platz                           | Zweiter Platz                          | Dritter Platz                          |
| 20. Januar 2018                        | 65 km klassisch                        | Britta Johansson Norgren               | Lina Korsgren                          | Kateřina Smutná                        |

| 4. Ski Classics im Val di Fiemme und Val di Fassa – Marcialonga | 4. Ski Classics im Val di Fiemme und Val di Fassa – Marcialonga | 4. Ski Classics im Val di Fiemme und Val di Fassa – Marcialonga | 4. Ski Classics im Val di Fiemme und Val di Fassa – Marcialonga | 4. Ski Classics im Val di Fiemme und Val di Fassa – Marcialonga |
| --------------------------------------------------------------- | --------------------------------------------------------------- | --------------------------------------------------------------- | --------------------------------------------------------------- | --------------------------------------------------------------- |
| Datum                                                           | Disziplin                                                       | Erster Platz                                                    | Zweiter Platz                                                   | Dritter Platz                                                   |
| 28. Januar 2018                                                 | 70 km klassisch                                                 | Britta Johansson Norgren                                        | Kateřina Smutná                                                 | Lina Korsgren                                                   |

| 5. Ski Classics in Toblach nach Cortina d’Ampezzo – Toblach–Cortina | 5. Ski Classics in Toblach nach Cortina d’Ampezzo – Toblach–Cortina | 5. Ski Classics in Toblach nach Cortina d’Ampezzo – Toblach–Cortina | 5. Ski Classics in Toblach nach Cortina d’Ampezzo – Toblach–Cortina | 5. Ski Classics in Toblach nach Cortina d’Ampezzo – Toblach–Cortina |
| ------------------------------------------------------------------- | ------------------------------------------------------------------- | ------------------------------------------------------------------- | ------------------------------------------------------------------- | ------------------------------------------------------------------- |
| Datum                                                               | Disziplin                                                           | Erster Platz                                                        | Zweiter Platz                                                       | Dritter Platz                                                       |
| 3. Februar 2018                                                     | 50 km klassisch                                                     | Britta Johansson Norgren                                            | Kateřina Smutná                                                     | Lina Korsgren                                                       |

| 6. Ski Classics von Bedřichov – Isergebirgslauf | 6. Ski Classics von Bedřichov – Isergebirgslauf | 6. Ski Classics von Bedřichov – Isergebirgslauf | 6. Ski Classics von Bedřichov – Isergebirgslauf | 6. Ski Classics von Bedřichov – Isergebirgslauf |
| ----------------------------------------------- | ----------------------------------------------- | ----------------------------------------------- | ----------------------------------------------- | ----------------------------------------------- |
| Datum                                           | Disziplin                                       | Erster Platz                                    | Zweiter Platz                                   | Dritter Platz                                   |
| 18. Februar 2018                                | 50 km klassisch                                 | Britta Johansson Norgren                        | Kateřina Smutná                                 | Sara Lindborg                                   |

| 7. Ski Classics von Sälen nach Mora – Wasalauf | 7. Ski Classics von Sälen nach Mora – Wasalauf | 7. Ski Classics von Sälen nach Mora – Wasalauf | 7. Ski Classics von Sälen nach Mora – Wasalauf | 7. Ski Classics von Sälen nach Mora – Wasalauf |
| ---------------------------------------------- | ---------------------------------------------- | ---------------------------------------------- | ---------------------------------------------- | ---------------------------------------------- |
| Datum                                          | Disziplin                                      | Erster Platz                                   | Zweiter Platz                                  | Dritter Platz                                  |
| 4. März 2018                                   | 90 km klassisch                                | Lina Korsgren                                  | Astrid Øyre Slind                              | Kateřina Smutná                                |

| 8. Ski Classics von Rena nach Lillehammer – Birkebeinerrennet | 8. Ski Classics von Rena nach Lillehammer – Birkebeinerrennet | 8. Ski Classics von Rena nach Lillehammer – Birkebeinerrennet | 8. Ski Classics von Rena nach Lillehammer – Birkebeinerrennet | 8. Ski Classics von Rena nach Lillehammer – Birkebeinerrennet |
| ------------------------------------------------------------- | ------------------------------------------------------------- | ------------------------------------------------------------- | ------------------------------------------------------------- | ------------------------------------------------------------- |
| Datum                                                         | Disziplin                                                     | Erster Platz                                                  | Zweiter Platz                                                 | Dritter Platz                                                 |
| 17. März 2018                                                 | 54 km klassisch                                               | Justyna Kowalczyk                                             | Kateřina Smutná                                               | Astrid Øyre Slind                                             |

| 9. Ski Classics in Bardufoss – Reistadløpet | 9. Ski Classics in Bardufoss – Reistadløpet | 9. Ski Classics in Bardufoss – Reistadløpet | 9. Ski Classics in Bardufoss – Reistadløpet | 9. Ski Classics in Bardufoss – Reistadløpet |
| ------------------------------------------- | ------------------------------------------- | ------------------------------------------- | ------------------------------------------- | ------------------------------------------- |
| Datum                                       | Disziplin                                   | Erster Platz                                | Zweiter Platz                               | Dritter Platz                               |
| 7. April 2018                               | 50 km klassisch                             | Masako Ishida                               | Justyna Kowalczyk                           | Astrid Øyre Slind                           |

| 10. Ski Classics von Äkäslompolo nach Levi – Ylläs–Levi | 10. Ski Classics von Äkäslompolo nach Levi – Ylläs–Levi | 10. Ski Classics von Äkäslompolo nach Levi – Ylläs–Levi | 10. Ski Classics von Äkäslompolo nach Levi – Ylläs–Levi | 10. Ski Classics von Äkäslompolo nach Levi – Ylläs–Levi |
| ------------------------------------------------------- | ------------------------------------------------------- | ------------------------------------------------------- | ------------------------------------------------------- | ------------------------------------------------------- |
| Datum                                                   | Disziplin                                               | Erster Platz                                            | Zweiter Platz                                           | Dritter Platz                                           |
| 14. April 2018                                          | 70 km klassisch                                         | Astrid Øyre Slind                                       | Britta Johansson Norgren                                | Kari Vikhagen Gjeitnes                                  |

### Gesamtwertung
| |                          |        |
| \| Rang \| Name \| Punkte \| \| ---- \| ------------------------ \| ------ \| \| 1. \| Britta Johansson Norgren \| 1775 \| \| 2. \| Kateřina Smutná \| 1540 \| \| 3. \| Lina Korsgren \| 1316 \| \| 4. \| Astrid Øyre Slind \| 1090 \| \| 5. \| Sara Lindborg \| 946 \| \| 6. \| Heli Heiskanen \| 910 \| \| 7. \| Evelina Bångman \| 691 \| \| 8. \| Kari Vikhagen Gjeitnes \| 600 \| \| 9. \| Masako Ishida \| 575 \| \| 10. \| Laila Kveli \| 510 \| |                          |        |
| Rang | Name                     | Punkte |
| 1. | Britta Johansson Norgren | 1775   |
| 2. | Kateřina Smutná          | 1540   |
| 3. | Lina Korsgren            | 1316   |
| 4. | Astrid Øyre Slind        | 1090   |
| 5. | Sara Lindborg            | 946    |
| 6. | Heli Heiskanen           | 910    |
| 7. | Evelina Bångman          | 691    |
| 8. | Kari Vikhagen Gjeitnes   | 600    |
| 9. | Masako Ishida            | 575    |
| 10. | Laila Kveli              | 510    |